# Градски хали (Русе)
Градските хали, наричани по-често от местните жители само Халите, са емблематичен търговски комплекс в центъра на град Русе. Намират се между улиците „Александровска“ и „Богдан войвода“, или булевард „Фердинанд“ и улица „Ангел Хаджиоглу“. До тях се стига с автобусна линия 30.

## Исторически преглед
Преди построяването им на тяхно място се разполагат Касапските могили. Построени са за периода от 1936 до 1938 година и открити на 11 юни 1939 година. Проектанти на модерната за времето си сграда с 2000 m2 застроена площ са софийските архитекти Петър Марковски и Стоян Ковачевски.
Община Русе организира търг, спечелен от местен предприемач. За целта Русенска популярна банка отпуска заем при приемлива лихва. Не след дълго Халите са построени и се нареждат сред най-големите магазини в България по онова време. Те били изградени с най-съвременните тогава материали и технически методи, като част от оборудването им били вентилация и хладилни камери. Халите се отличават и с обширно пространство, дължащо се на железобетонната конструкция, която от своя страна не налага изграждане на колони и междинни стени.

### Наши дни
И до днес Халите заемат важно място в търговския живот на града. Преди да се превърнат в супермаркет, те приютяват сергии на независими търговци; от 22 декември 2003 година в сградата се помещава филиал на унгарската верига „ЦБА“, която е и главен наемател. Десет години по-късно Русенският административен съд провежда конкурс за отдаване под наем, в който вземат участие както български, така и чуждестранни търговски вериги. След редица премеждия конкурсът завършва в полза на същата верига, която обаче е длъжна да извърши ремонтни и възстановителни дейности и временно затваря врати. Същевременно използващият сградата ресторант продължава да работи, но скоро и той преустановява дейността си.
Освен горепосочените супермаркет и ресторант дълги години в сградата се помещават сладкарница и аптека, затворили впоследствие. На входа на Халите просъществува павилион за печатни издания, а до него – няколко магазина, два от които за бельо и за козметика. Преди да се премести, там извършва дейността си и офис на куриерска фирма, а в един от тях преди време се продавали сувенири. В източната страна на сградата има две помещения: преди това в едното работи книжарница, а в другото отдавна се продавали перилни препарати.
На 22 август 2015 година кметът на община Русе Пламен Стоилов открива реновираните Хали: откриването протича под специална програма, а за посетителите е предвидена наградна томбола. Освен супермаркета клиенти приемат суши бар и пекарна, предлагаща хляб и сладки изделия, които обаче не се радват на дълготрайна дейност. Налице е нова подредба на щандовете, а кулинарният такъв вече предлага храна на място. За малките посетители на магазина е сформиран детски кът, отворен е и отделен „подмагазин“ за печатни медии и цигари. Старият ресторант работи отново.

### Исторически факти
- На мястото на настоящия надпис е стоял надписът „Общински хали“. Известно време на покрива се извисявал надписът „Гастроном“.

- На площада пред построените десетилетия по-късно Хали намира смъртта си на бесило революционерът Стефан Караджа.[10][11][12]